# پپتیدوگلیکان گلیکوزیل‌ترنسفراز
پپتیدوگلیکان گلیکوزیل‌ترنسفراز (به انگلیسی: Peptidoglycan glycosyltransferase) در علم آنزیم‌شناسی آنزیمی است که واکنش شیمیایی زیر را کاتالیز می‌کند:
[GlcNAc-(1->4)-Mur2Ac(oyl-L-Ala-gamma-D-Glu-L-Lys-D-Ala-D-Ala)]n- diphosphoundecaprenol + GlcNAc-(1->4)-Mur2Ac(oyl-L-Ala-gamma-D-Glu-L-Lys-D-Ala-D-Ala)- diphosphoundecaprenol
⇌
[GlcNAc-(1->4)-Mur2Ac(oyl-L-Ala-gamma-D-Glu-L-Lys-D-Ala-D-Ala)]n+1- diphosphoundecaprenol + undecaprenyl diphosphate
۴ بستر این واکنش عبارتند از:
- [GlcNAc-(1->4)-Mur2Ac(oyl-L-Ala-gamma-D-Glu-L-Lys-D-Ala-D-Ala)]n-
- diphosphoundecaprenol
- GlcNAc-(1->4)-Mur2Ac(oyl-L-Ala-gamma-D-Glu-L-Lys-D-Ala-D-Ala)-
- diphosphoundecaprenol

درحال که ۳ فراورده‌ی آن شامل موارد زیر می‌شوند:
- [GlcNAc-(1->4)-Mur2Ac(oyl-L-Ala-gamma-D-Glu-L-Lys-D-Ala-D-Ala)]n+1-
- diphosphoundecaprenol
- undecaprenyl diphosphate

این آنزیم به خانواده گلیکوزیل‌ترنسفرازها به‌ویژه هگزوزیل‌ترنسفرازها تعلق دارد و در بیوسنتز پپتیدوگلیکان شرکت می‌کند.

## مطالعات ساختاری
تا اواخر ۲۰۰۷ سه ساختار برای این نوع آنزیم با کدهای بانک داده پروتئین 2BG1 ،2UWX و 2UWY معرفی شده‌است.